# Ila al-Amam
Ila al-Amam (in arabo إلى الأمام‎?) è stato un movimento politico marxista-leninista marocchino attivo nel corso degli anni di piombo.

## Storia
Il gruppo si originò da gruppi di fuoriusciti del Partito della Liberazione e del Socialismo guidati da Abraham Serfaty e Abdellatif Laabi, dopo che il loro partito aveva accolto il Piano Rogers relativo al conflitto arabo-israeliano. Il 23 marzo 1970 questi attivisti, raccolti in due gruppi, si riunirono a Casablanca per organizzare la lotta armata. Il gruppo A divenne Ila al-Amam, mentre il gruppo B si rinominò "Movimento del 23 marzo". La nuova formazione accolse Serfaty, Laabi, Jamal Bellakhdar, Abdellatif Zeroual e Hasan Ben Addi, oltre a Raymond Benhaim, Zhor Benchemsi, Amine Abdelhamid e Saida Menebhi. Tra il 1970 e il 1972 Ila al-Amam si organizzò clandestinamente negli ambienti accademici e pubblicò una rivista omonima. Ila al-Amam, a differenza del Movimento del 23 marzo, sostenne il diritto all'autodeterminazione dei sahrawi, opponendosi alle rivendicazioni territoriali marocchine sul Sahara Occidentale.
Tra il 1972 e il 1977 il gruppo subì la repressione da parte dello Stato, che si concretizzò in svariati arresti. Abdellatif Zeroual, condannato in contumacia nel 1973, venne catturato nel 1974 e torturato, per poi morire dopo alcuni giorni. Nel 1976 vennero arrestate e torturate Saida Menebhi, Rabia Ftouh, Pierra di Maggio e Fatima Oukacha. Menebhi, messa in isolamento, morì nel 1977 in seguito a uno sciopero della fame. Ftouh, Oukacha e Abraham Serfaty vennero incarcerati a Casablanca. Gli arresti continuarono fino al 1979, quando gli ultimi membri del gruppo rimasti in libertà si rifugiarono in Francia, dove mantennero attiva la formazione fino al 1995. Nel corso degli anni seguenti i membri di Ila al-Amam confluirono nella Via Democratica, che ottenne un riconoscimento ufficiale nel 2004.